# ماچئی زاکوشچیلنی
ماچئی زاکوشچیلنی (لهستانی: Maciej Zakościelny؛ زادهٔ ۷ مهٔ ۱۹۸۰) بازیگر اهل لهستان است که از سال ۲۰۰۱ میلادی تاکنون مشغول فعالیت بوده‌، همچنین او دانش آموختهٔ آکادمی ملی هنرهای نمایشی الکساندر زلوروویچ در ورشو است.
از فیلم‌ها یا برنامه‌های تلویزیونی که زاکوشچیلنی در آن نقش داشته‌، می‌توان به نامه به بابا نوئل ۲، قواعد بازی، اسکادران ۳۰۳، روایتی واقعی، فقط عاشقم باش، همبستگی، همبستگی...، یک قلب گرم، تشخیص،خانه کشیش، گشت شبانه، کارآگاهان جنایی، افسانه‌ای باستانی: آن هنگام که خورشید ایزد بود، قانون حقیقی و در خوشی و سختی اشاره کرد.